# 閉殻筋
1. posterior adductor（後閉殻筋）
2. anterior adductor（前閉殻筋）
3. outer left gill demibranch（外半鰓）
4. inner left gill demibranch（内半鰓）
5. excurrent siphon（出水管）
6. incurrent siphon（入水管）
7. foot（足）
8. teeth（歯）
9. hinge（ヒンジ）
10. mantle（外套膜）
11. umbo（殻頂、beak）

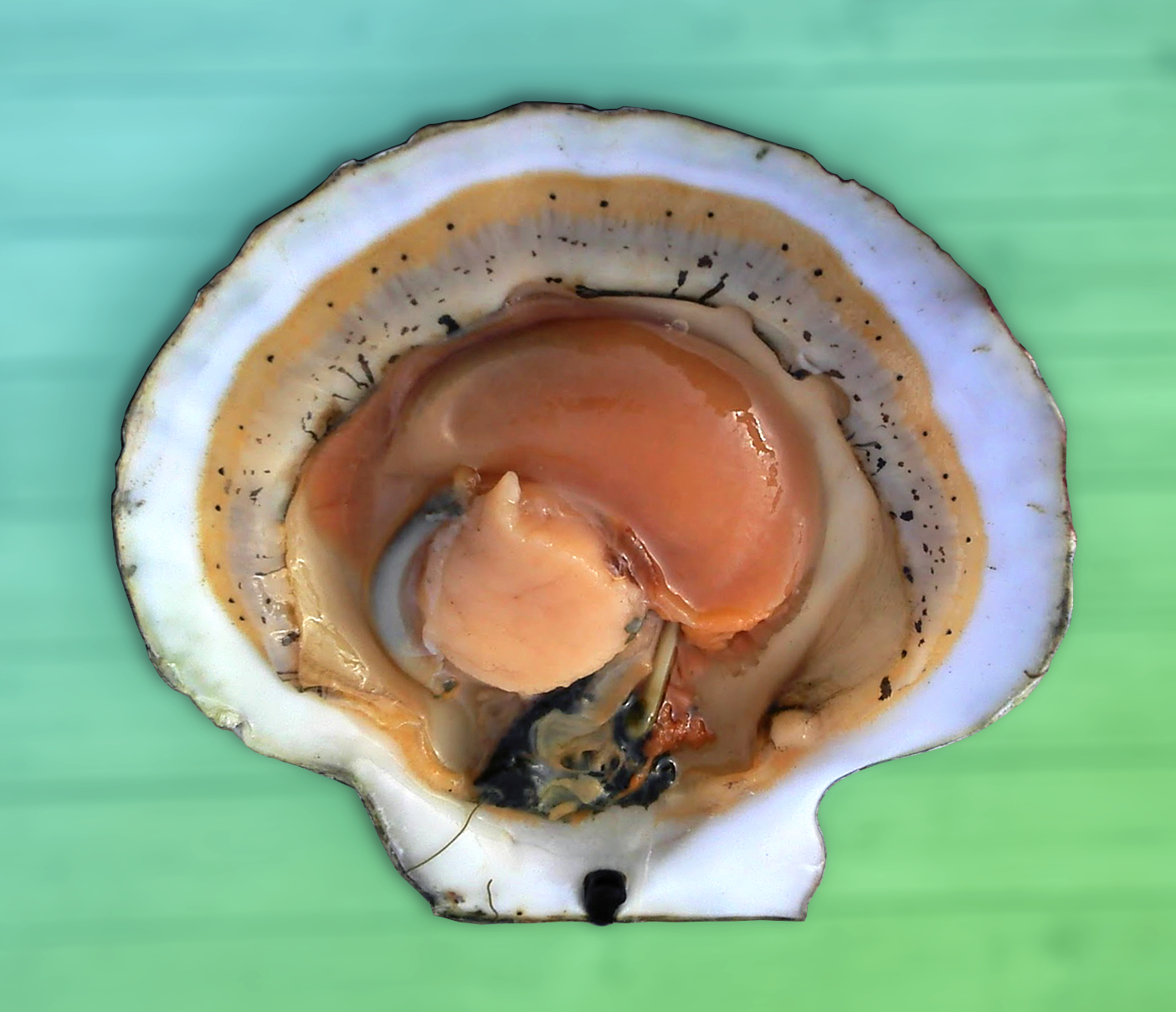
ホタテガイを開いた様子。中央の白みを帯びた丸い部分が閉殻筋。

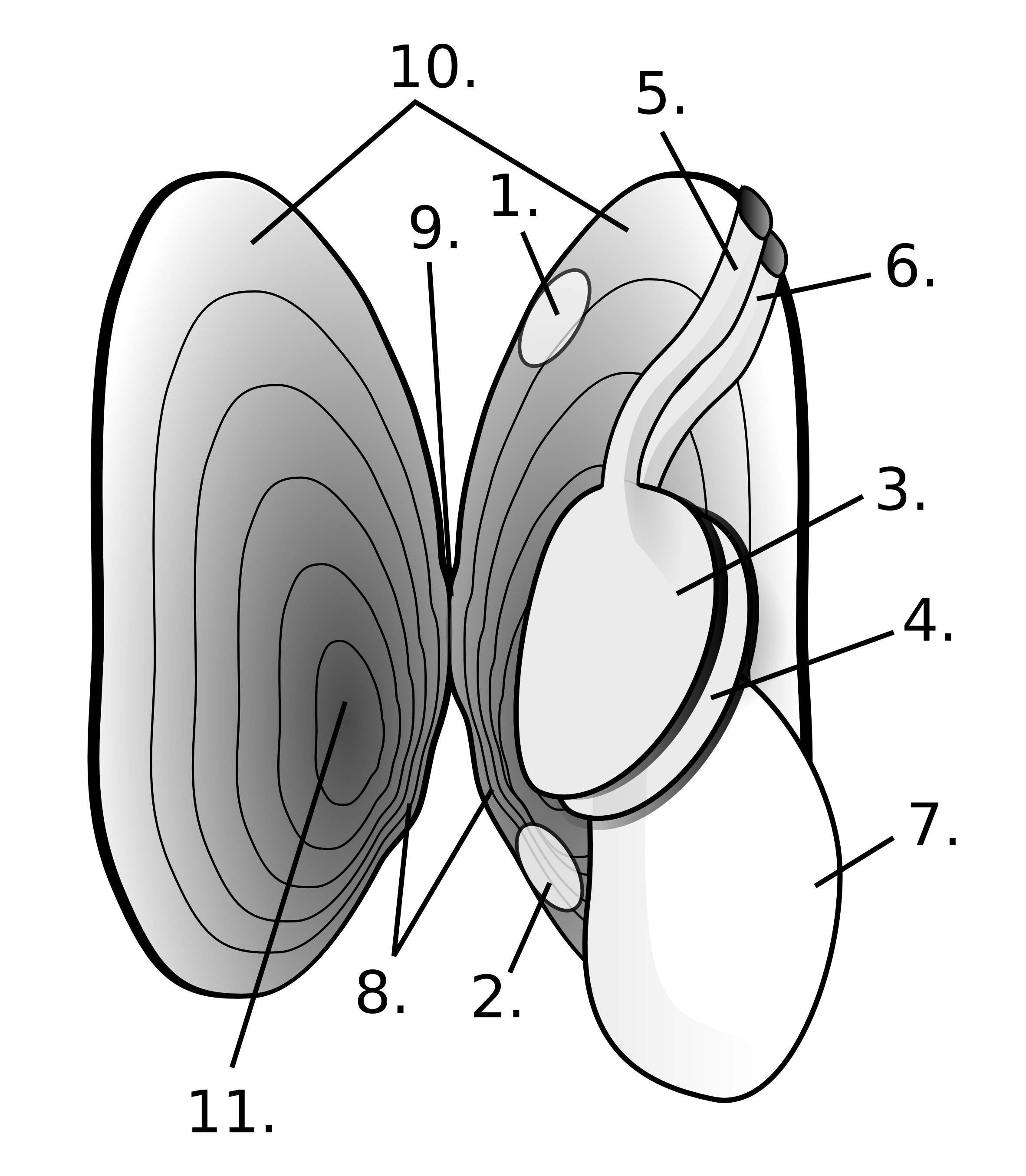
ホンカワシンジュガイ (Margaritifera margaritifera) の解剖図:

閉殻筋（へいかくきん）とは、軟体動物門二枚貝綱や、これに似て2枚の可動性の殻で体を保護する体制を持つ動物が殻を閉じるのに使う筋肉。二枚貝のほか、腕足動物門や節足動物門甲殻綱にもこの名で呼ばれる筋肉がある。
二枚貝の閉殻筋は貝柱と通称され、食材として重要である。

## 二枚貝の閉殻筋
二枚貝の閉殻筋は、上記のとおり一般に貝柱と呼ばれているものである。この筋肉は、軟体部の背面と左右を覆っている外套膜を貫通して直接殻の内面に付着しており、通常二枚貝が持つ筋肉の中では足部の筋肉と並んで最も強大なものである。
二枚貝の体は左右を二枚の殻で保護されているが、この殻は頂部で靱帯によって結合している。靱帯は通常、外靱帯とその内方に位置する弾帯（内靱帯）とに分けられる。外靱帯は主に両殻をつなぐ役目をもつが、外側から両殻を開く作用もあり、強力な弾力をもつ弾帯は内側から殻を押し開くための構造である。二枚貝を本に例えるなら、外靱帯は背表紙、弾帯は本の奥に挟んだ消しゴムのような関係にある。この場合、本は消しゴムがあるため完全に閉じることができず、閉じるためには外部から押すか内部から引っ張るかしなければならない。これと同様に二枚貝の殻は力が加わらなければ半開きの状態になる。そのため内部から両殻を引っ張る器官として、左右の殻を結び付ける閉殻筋があり、その収縮によって両殻を閉じることができる。二枚貝は、開こうとする弾帯と、閉じようとする閉殻筋が拮抗することで、開き方を調節しているのである。調理の際などに、貝柱が切られたり、熱で機能が失われたりすると殻が自然に開くのはこのためである。
二枚貝の閉殻筋の数は、前後に1本ずつ2本であり、それぞれ前閉殻筋、後閉殻筋と呼ばれる。アサリやシジミなどではこの2本がほぼ等しい大きさ（等筋）であるが、ムラサキイガイ（ムール貝）などのイガイ類やタイラギのように、後閉殻筋に比べて前閉殻筋がかなり小さくなっているもの（不等筋）や、ホタテガイのように、巨大な後閉殻筋が殻の中央の大きな領域を占めており、前閉殻筋は消失しているもの（単筋）もある。巨大な閉殻筋を持つ不等筋や単筋の二枚貝は、しばしば閉殻筋（貝柱）を主たる食用部とする重要な水産資源となっている。
殻の内面の閉殻筋の付着箇所は閉殻筋痕と呼ばれる明瞭な痕跡となっており、殻だけの標本や化石でも、閉殻筋の位置や大きさを推測する手がかりとなる。つまり、閉殻筋痕を観察すると間接的に軟体部の形態を推測することができることになり、分類学上重要な形質となっている。
多くの筋肉は動的に収縮運動をするときも、静的に荷重に抗して収縮を維持するときも、エネルギーを消費する。しかし、閉殻筋など一部の筋肉はいったん収縮すると、エネルギーを消費したり疲労することなく荷重を支え続けることができる。こうした筋肉を、制動筋（キャッチ筋、止め金筋）と呼ぶ。

## 食材として
食材として用いられるのは、イタヤガイ、イタラガイ、タイラギ、ホタテガイなどである。中国料理でも用いられ、瑶柱という。水揚げ後、素早く処理するのが肝要で、荒煮といって沸騰した水の入った釜に投入し、口が開いたら、引き上げ、「かいむき」という器具で肉を起こし肉と殻とを分離する。剥ぎ取った肉は外套膜や内臓を取り去り、煮籠に入れ、再び煮熟する。煮熟は塩水を用い、再び沸騰させ、肉が浮かびあがるのが時期である。引き上げの後、蒸籠に並べ、水分を切り、乾燥機で焙乾し、表面から脂肪が滲出したら終える。焙乾中は動かして焦着を防ぐ。その後、日乾しして完成とする。
大ぶりのものは2つまたは4つに割って処理する。